# ムトノフスキー火山
ムトノフスキー火山（ロシア語：Мутновский）は、ロシアのカムチャツカ半島南部に位置する4つの成層火山からなる複合火山である。
南カムチャツカで最も活発な火山の一つで、17世紀にヨーロッパ人に発見されて以来、20回噴火しており、最近では2000年6月に噴火した。1904年の溶岩流の噴火以外は、すべて爆発的噴火である。
麓には、小さな間欠泉の谷（Малая долина гейзеров）と呼ばれる名所がある。北斜面には50MW級の地熱発電所が置かれている。
エクストリームスポーツの世界で活動するロシア人バレリー・ロゾフが、2009年に火口に向けパラシュートジャンプした。